# Like I Love You (The-Hitmen-Lied)
Like I Love You (englisch für „Wie ich dich liebe“) ist ein Lied des deutschen DJ- und Produzenten-Duos The Hitmen, das erstmals am 31. Januar 2007 über das deutsche Trance-Label DropOut veröffentlicht wurde. Es lässt sich dem Musikstil Hands-Up zuordnen und konnte insbesondere in Dänemark Erfolg verbuchen. Im Jahr 2011 veröffentlichte das deutsche Dance-Projekt R.I.O. eine gleichnamige Coverversion des Liedes, die die Singlecharts der deutschsprachigen Länder erreichte.

## Hintergrund
Like I Love You wurde von den The-Hitmen-Mitgliedern Michael Bein und Ronny Bibow selber komponiert und produziert. Die Produktion fand im Jahr 2006 im Ron-Bon-Beat Studio in Kattendorf statt. Nachdem die Veröffentlichung des Songs im Oktober 2006 angekündigt wurde, erschien er am 31. Januar 2007 als Maxi-Single sowie als Download. Während DropOut, ein Sublabel des deutschen Independent-Labels Alphabet City als Musiklabel diente, agierten die Major-Labels EMI Music Publishing sowie Warner Chappell Music als Publisher. Im deutschsprachigen Raum verfehlte die Single den kommerziellen Erfolg, erreichte jedoch Rang 34 in Dänemark.

## Titelliste
- Maxi-Single

1. Like I Love You (Vocal Club Mix) – 7:56
2. Like I Love You (Instrumental Mix) – 6:29

- digitale Single

1. Like I Love You (Vocal Club Mix) – 7:56
2. Like I Love You (Instrumental Mix) – 6:29
3. Like I Love You (Vocal Club Cut) – 3:26

## Version von R.I.O.

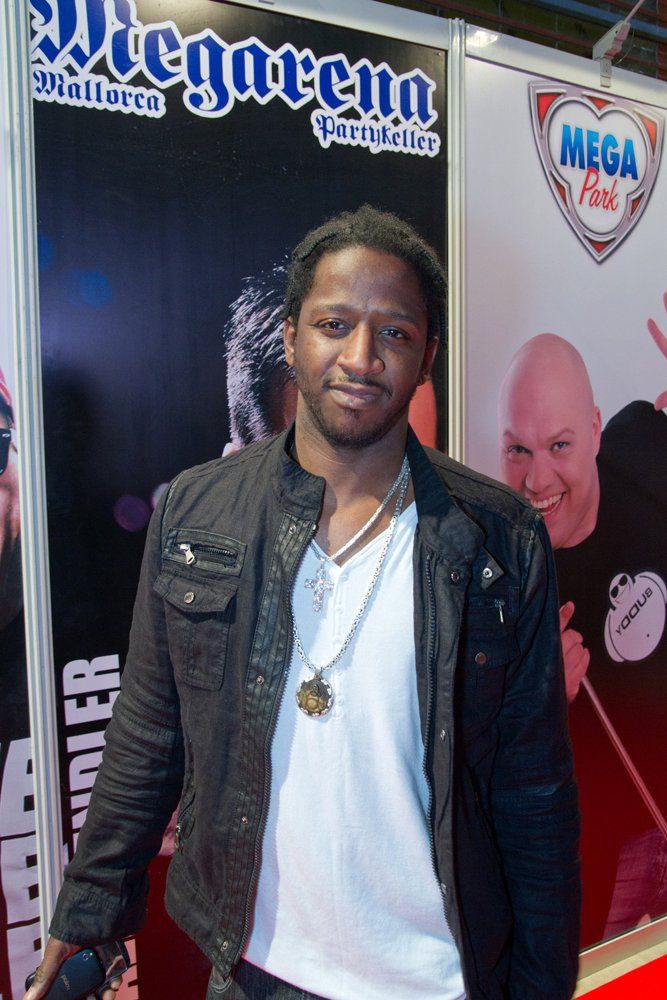
Tony T., Ex-Frontmann von R.I.O.

Am 27. Januar 2011 veröffentlichte das deutsche Dance-Projekt R.I.O. eine Coverversion des Liedes. Bei dieser wurde die Melodie sowie auch der Titel von Like I Love You übernommen und ein Crossover zwischen den Musikstilen Hands-Up und Commercial-House geschaffen. Der Text des Originals wurde für die Neuinterpretation von den Mitgliedern des Projekts, Manuel Reuter und Yann Peifer gemeinsam mit dem Songwriter Andres Ballinas umgeschrieben. Die Single wurde über die Musiklabel Zooland-, Kontor- und Spinnin’ Records europaweit als Download und als Single veröffentlicht. Der Titel war die erste Single-Auskopplung ihres zweiten Studioalbums Sunshine. 2013 wurde ein vom deutschen DJ und Produzenten CJ Stone produzierter Remix der R.I.O.-Interpretation als Album-Track veröffentlicht. Dieser war maßgeblich für den Erfolg des Songs in der Schweiz verantwortlich.
Neben der originalen Neuauflage von R.I.O., waren auf der Single drei Remix-Versionen zu finden. Eine dieser wurde von Michael Bein, einem Teil von The Hitmen unter seinem Alias Money G beigesteuert. Der zweite Remix wurde von Black Toys, einem Projekt dem Manuel Reuter angehört, produziert und orientiert sich stark am ursprünglichen Like I Love You. Der dritte stammt von Raf Marchesini und bedient sich einem Melodiesample des Songs Narcotic der deutschen Rockband Liquido aus dem Jahr 1998.
Das offizielle Musikvideo wurde am 4. Januar 2011 veröffentlicht und vom deutschen Regisseur Dirk Hilger inszeniert. Im Video ist neben Tony T., dem Frontmann des Projekts, auch die deutsche Schauspielerin Lucrezia Phantazia zu sehen. Es thematisiert eine Liebesbeziehung, die durch ein Missgeschick in Brüche geht. Es sammelte bis Juli 2020 über 45 Millionen Aufrufe.
| ChartsChartplatzierungen | Höchstplatzierung | Wochen |
| ------------------------ | ----------------- | ------ |
| Deutschland (GfK)        | 31 (7 Wo.)        | 7      |
| Österreich (Ö3)          | 35 (6 Wo.)        | 6      |
| Schweiz (IFPI)           | 13 (12 Wo.)       | 12     |

## Inselkind

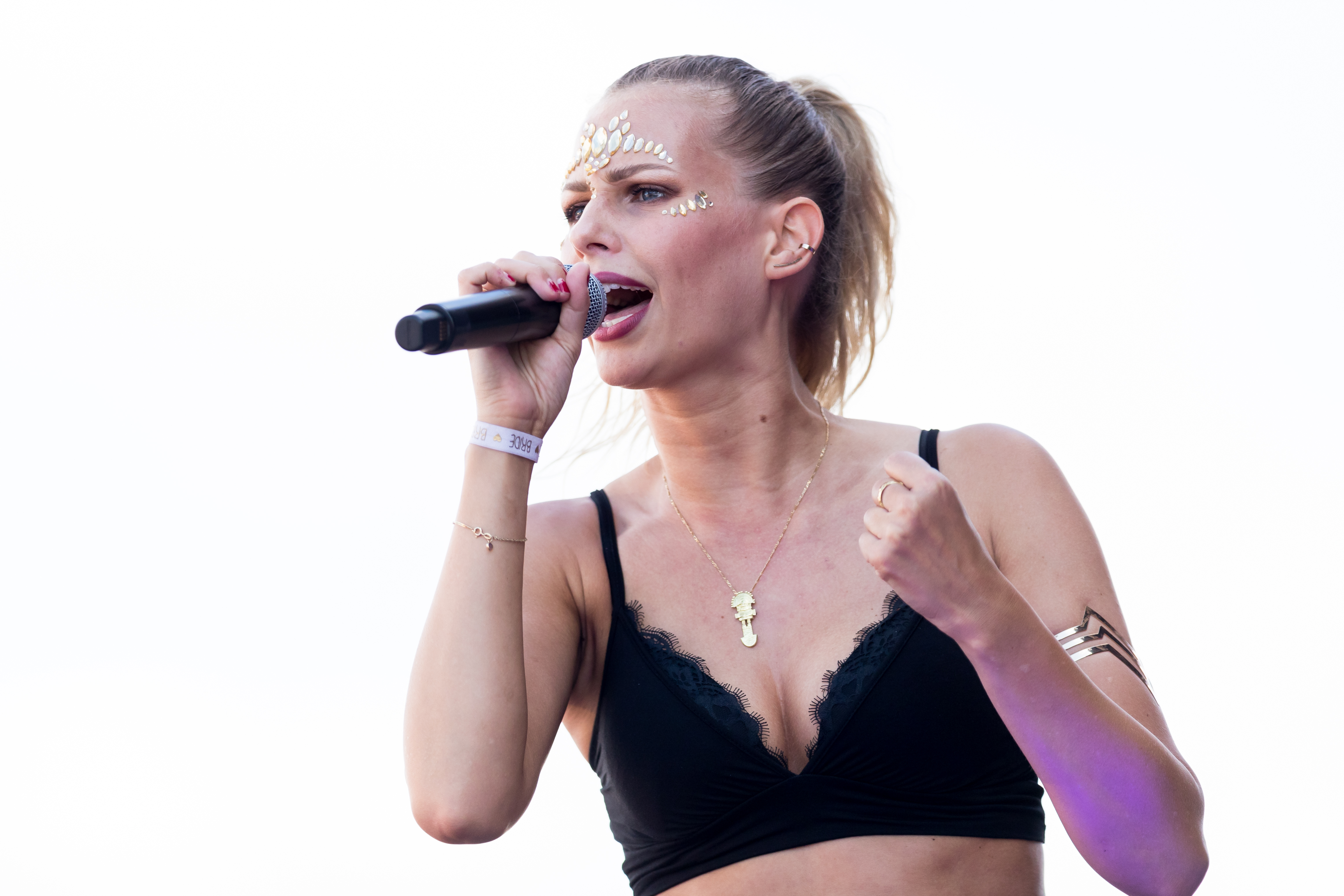
Carolina

Am 12. April 2019 veröffentlichte die deutsche Schauspielerin Carolina Noeding, die zuvor als Miss Germany 2013 sowie durch ihre Rolle in der RTL-II-Seifenoper Köln 50667 bekannt wurde, ihre Debüt-Single Inselkind unter ihrem Pseudonym Carolina. Für diese wurde die Melodie von Like I Love You übernommen, im Partyschlager-Genre neu arrangiert und mit einem deutschsprachigen Text versehen. Verantwortlich für die neue Produktion waren Dominik de Leon, Ikke Hüftgold und Davis Redfield. Veröffentlicht wurde die Single von RTL II.
Neben der Original-Version erschien ein EDM-lastiger Remix von Walter Wide. Parallel zur Single wurde auch ein Musikvideo veröffentlicht, das auf Mallorca gedreht wurde und in dem auch Sänger und DJ Lorenz Büffel mitspielt, mit dem Noeding zu jener Zeit liiert war. Bis September 2022 wurde das Musikvideo rund 5,5 Millionen Mal angeklickt.
Inselkind wurde auf Spotify bis September 2022 über 10 Millionen Mal angehört.